# Tabu (religionsvidenskabeligt tidsskrift)
|  | For andre betydninger, se Tabu (flertydig) |
Tabu var et studentertidsskrift ved Religionsvidenskab på Københavns Universitet, der redigeredes af en redaktion bestående af fire studerende. Tidsskriftet blev stiftet i april 1987 med det formål at give studerende et forum for intern kommunikation, kritik og debat på afdelingen. Artiklerne beskrev og diskuterede meget af almen interesse: Artikler om religioner og religionsstudier, analyser af aktuelle emner, anmeldelser samt almen videnskabsteoretisk og universitetspolitisk debat.
Tabu udkom tre til fire gange om året, og kan læses gratis på nettet.
Tidsskriftet blev udgivet af Afdeling for Religionshistorie, Institut for Tværkulturelle og Regionale Studier, Københavns Universitet.